# 여수부두역
여수부두역(Yeosu Wharf station, 麗水埠頭驛)은 전라남도 여수시 공화동에 있었던 역이다.

## 연혁
- 1943년 12월 1일 : 영업 개시[1]
- 1945년 8월 15일[출처 필요] : 폐지

## 같이 보기
- 여수항역